# Jairo Molina
Jairo Molina (Plato, Magdalena, Colombia, 28 de abril de 1993) es un futbolista colombiano que juega como delantero y actualmente milita en el Boyacá Chicó de la Categoría Primera A de Colombia.

## Clubes
| Club               | País        | Año           | Partidos | Goles |
| ------------------ | ----------- | ------------- | -------- | ----- |
| Envigado F. C.     | Colombia    | 2012 - 2014   | 8        | 0     |
| Bogotá F. C.       | Colombia    | 2015 - 2016   | 43       | 28    |
| Deportes Tolima    | Colombia    | 2017          | 4        | 1     |
| Dorados de Sinaloa | México      | 2017          | 4        | 0     |
| Deportivo Pasto    | Colombia    | 2018          | 13       | 0     |
| Deportivo Pereira  | Colombia    | 2019 - 2020   | 64       | 23    |
| Alianza Petrolera  | Colombia    | 2021-2022     | 32       | 2     |
| Atlético Huila     | Colombia    | 2023          | 4        | 1     |
| Club Deportivo FAS | El Salvador | 2024          | 14       | 2     |
| Boyacá Chicó       | Colombia    | 2025-presente |          |       |

## Palmarés

### Campeonatos nacionales
| Título              | Clunb             | País     | Año  |
| ------------------- | ----------------- | -------- | ---- |
| Categoría Primera B | Deportivo Pereira | Colombia | 2019 |